# Crambe armena
Crambe armena är en korsblommig växtart som beskrevs av Nikolaj Adolfovitj Busj. Crambe armena ingår i släktet krambar, och familjen korsblommiga växter. Inga underarter finns listade i Catalogue of Life.